# Canop
Canop este un vechi oraș al Egiptului antic, situat aproape de actualul Abukir. În oraș se găsea un templu al lui Serapis, zeul vindecător și zeu al morților la egipteni.